# Persa tradicional (gato)
Persa tradicional es uno de varios nombres para un grupo de gatos que se consideran esencialmente la raza original del gato persa, antes de que la variedad fuera criada selectivamente para tener características extremas. Otros nombres de uso diario son: Persa cara de muñeca, Persa de nariz larga, Pelo largo tradicional y Pelo largo original.
La apariencia física de esta raza de gato doméstico apenas cambió en comparación con las fotos que datan de fines del siglo XIX. Sin embargo, dado que algunos criadores en los Estados Unidos y otras partes del mundo introdujeron la mutación braquicefálica en la raza, la nariz corta y la rotura clara se hicieron más cortas y más altas. Esto dio como resultado la modificación del estándar original de la raza persa para que los persas modernos de calidad de espectáculo tengan cara de peke. Esto dio como resultado que la raza desapareciera de las exposiciones de gatos. 
Sin embargo, esta forma más antigua de gato persa está inmortalizada en películas populares como You Only Live Twice, Enter the Dragon y (brevemente) la franquicia de películas Austin Powers (que de lo contrario muestra la raza Sphynx). 
Algunos persas "ultra-tipados", "cara de peke" o "nariz chata" desarrollan algunos problemas, como ojos llorosos, problemas respiratorios y mandíbulas debajo de la punta. 

## Origen
Los gatos persas se originan en Persia (Irán). Fueron introducidos en Europa en el siglo XVI como artículos comerciales muy valiosos. Los europeos quedaron impresionados por el largo pelaje sedoso del persa y criaron a propósito para perpetuar el rasgo. 

## Mutaciones genéticas en persas
Dos mutaciones notables influyeron en los gatos persas: el gen inhibidor del color (1882) que dio lugar a la llamada capa de "chinchilla" y la mutación braquicefálica (alrededor de 1942) que dio lugar a la llamada "cara de peke" o Gatos persas "de nariz chata". 

### Mutación del color de chinchilla
El gen inhibidor del color mutado en una cruz persa en 1882 en el Reino Unido en un gato llamado "Chinnie". La descendencia de esta mutación que expresa el gen se conoce comúnmente como "chinchillas" presumiblemente debido a la semejanza de su pelaje con el del roedor con ese nombre. Se clasificaron como una variedad persa con fines de reproducción. 

### Mutación braquiocefálica
La mutación braquiocefálica en la raza persa ocurrió durante la Segunda Guerra Mundial en los Estados Unidos. Esto llevó a un esfuerzo concertado para criar persas con cabezas más redondas y orejas más pequeñas que sus ancestros antiguos después de la Segunda Guerra Mundial. Las cabezas braquicefálicas resultantes conducen a las narices chatas muy deseadas favorecidas por muchos criadores persas modernos y que dicta el estándar moderno para los persas en las fantasías de los gatos en todo el mundo. 

### Crianza de color en variedades de chinchilla
El subconjunto de variedades de chinchilla experimentó problemas durante la fase de modernización braquicéfalo con respecto a las características de coloración de chinchilla originales. Estos incluyen pérdida o delineadores incompletos de labios y nariz; almohadillas de color parcheado y defectos de color de ojos. Una vez perdido, es difícil, si no imposible, recuperarlo. 
A mediados de la década de 1950, los criadores preocupados de chinchilla en los EE. UU. abogaron por la reproducción del color puro. Una persona clave en este sentido fue Jeanne Ramsdale, autora del libro "Gatos persas y otros pelos largos".

## Historial de reconocimiento de razas hasta 2010
A pesar de la no conformidad con los estándares modernos de la raza persa, algunos criadores, y en particular aquellos que practicaban la reproducción controlada del color, continuaron criando y registrando sus gatos del Traditional Longhair originales. 
Se hicieron los siguientes intentos para restaurar los pelos largos originales como raza por derecho propio: 
1. Sterling en la International Cat Cat Association (TICA) (febrero de 1994 - septiembre de 1995), y continuó en International Cat Exhibitors (ICE) en 1998;
2. Chinchilla Longhair en el South African Cat Council (SACC) en 1996;[4]
3. Pelo largo tradicional (plateado y dorado) en la World Cat Federation (WCF)[5] en 2010.

### Sterling estándar
Existe cierta confusión en torno al nombre de gato "Sterling". 

#### "Sterling" como nombre preliminar de la raza exótica
En la International Cat Association (TICA), hubo algunos criadores de pelo corto americano que criaron a los persas para obtener su encantador color plateado y ojos verdes. Los gatitos eran bonitos de ver pero no cumplían con el verdadero tipo de American Shorthair. Jane Martinke notó el efecto que tuvieron los cruces en el tipo y el pelaje estadounidenses, así como el atractivo de los gatitos. Ella propuso una nueva raza, llamada "Sterling" debido a su encantador color plateado. Estos nuevos gatos debían parecerse a los persas pero con un pelaje corto y denso. El nombre fue cambiado a "Exotic Shorthair" cuando todos los colores fueron aceptados en 1979.

#### Sterling inglés
En septiembre de 1992, Jeanne Johnson presentó el "Sterling inglés" como una nueva raza en la 13.ª reunión anual de TICA. El trabajo de seguimiento resultó en que la raza con el nombre "Sterling" (sin 'Inglés' en el frente) fue aceptada como Categoría 1 en TICA en febrero de 1994. (Categoría 1 en TICA significa "Razas establecidas".) El Sterling tenía el estatus de Categoría 1 solo durante 18 meses, antes de que TICA lo desechara en total en septiembre de 1995. La razón asumida es que hubo una falta de aceptación por parte de suficientes criadores como lo requieren las reglas de reconocimiento de raza de TICA. 

#### Sterling fuera de TICA
A pesar de este revés, Jeannie Johnson continuó obteniendo el "Sterling" aceptado por el International Cat Exhibitors (ICE) para obtener el estatus de campeón en 1998. La raza tenía su propio registro bajo la International Sterling Society. Sin embargo, pocos criadores de chinchilla persa decidieron cambiar del estándar persa existente al nuevo estándar Sterling. La Sra. Johnson murió en 2006 antes de que pudiera obtener una mayor aceptación de la raza. Debido a la falta de soporte, esta raza Sterling ya no existe. 

### Chinchilla Longhair
En Sudáfrica, Stella Slabber, juez de gatos de todas las razas y criadora de Chinchilla, dirigió un proyecto para separar la raza del estándar persa moderno. Esta norma sólo debía aplicarse a los gatos plateados, comúnmente conocidos como "Chinchillas" en Sudáfrica. La raza fue aceptada bajo el nombre de "Chinchilla Longhair" con el código de raza "CHL" en el SA Cat Council (SACC) en 1996.

### Traditional Longhair para las variedades de plata y oro.
La WCF aceptó un estándar global para las "variedades tradicionales de plata y oro, sombreadas y con punta de pelo largo" en agosto de 2010. La propuesta de raza fue compilada en Ciudad del Cabo por Alida Delport. El facilitador del proceso de reconocimiento de la raza fue el Dr. Johan Lamprecht, quien también hizo la presentación de la propuesta de raza en el WCF. Nestlé Purina patrocinó el programa de reconocimiento de razas debido a que estos gatos son el animal de marca utilizado en sus anuncios de comida para gatos en todo el mundo. 
El estándar inicial que se propuso en la feria de reconocimiento de razas WCF (19 de junio de 2010 en Ciudad del Cabo) se basó en el estándar SACC con una solicitud para incluir las variedades doradas. Después de consultar con el presidente de la Comisión de Jueces y Estándar de WCF, Cornelia Hungerecker, el nombre de la raza se cambió a "Tradition Longhair". Otra diferencia menor fue que la forma del ojo debería leer "en forma de nuez" en lugar de "redonda".

## Historial de reconocimiento de raza post-2010

### Estándares de Traditional Longhair para todas las variedades de colores de los gatos persa
El estándar 2010 para las variedades tradicionales de plata y oro de pelo largo fue extendido por la World Cat Federation (WCF) en 2012 para incluir todas las variedades de colores de gatos persa. 

### Cambio de nombre de raza WCF a Original Longhair
En 2014, la World Cat Federation (WCF) cambió el nombre de "Longhair tradicional" a "Original Longhair". 

### Proyectos para extender el reconocimiento de la raza a más miembros del CMI
El Congreso Mundial de Gatos promueve una mejor comprensión y cooperación entre las principales asociaciones de gatos del mundo en asuntos de interés y preocupación mutuos. Tiene nueve miembros. En 2014, después de un seminario web, se inició un proyecto para obtener el reconocimiento de la raza del pelo largo original en todos los miembros del CMI. Esto llevará varios años y mucho esfuerzo. 